# Производство бронетехники в Швеции во время Второй мировой войны

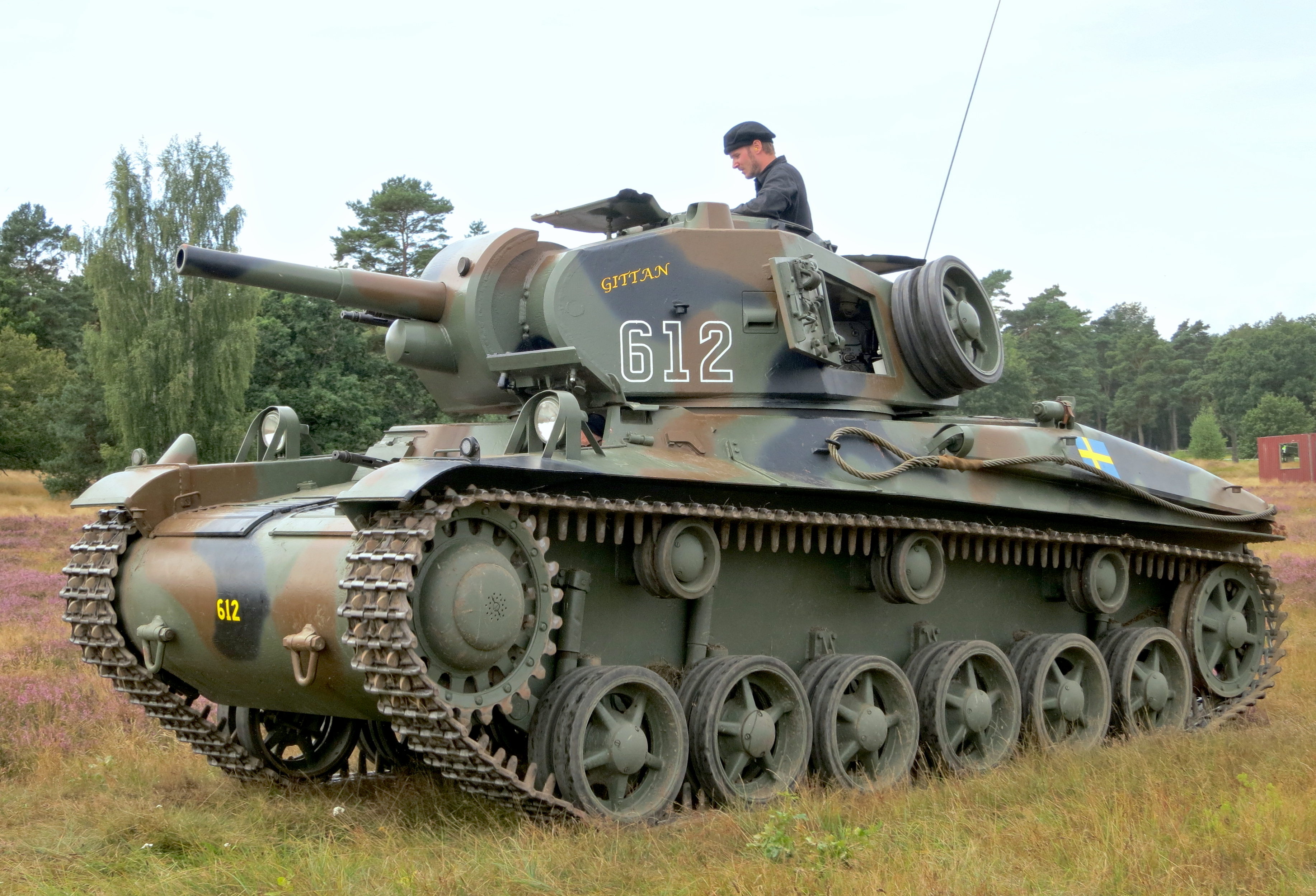
Средний танк Strv m/42

Во Вторую мировую войну Швеция официально являлась нейтральным государством и в войне участия не принимала. Тем не менее, страна имела собственную бронетанковую промышленность. Угроза, ранее со стороны СССР (ввиду Зимней войны), а позже и со стороны Третьего рейха, оккупировавшего соседние Норвегию и Данию, заставили шведское правительство затратить значительные финансы на содержание армии, а некоторая изолированность и нейтралитет страны в годы войны вынуждала производить бронетанковую технику самостоятельно. Ранее в 1920-30-х годах на вооружение шведской армии состояло всего не более двух десятков танков, бронеавтомобилей и бронетранспортёров. Большая часть бронетехники в этот период создавались и производились специально и исключительно на экспорт, в том числе с последующим производством их в других странах, например в Венгрии. Однако с началом войны, техника, в том числе изначально созданная для экспорта, стала активно приниматься на вооружение Фёрсварсмактена.
Всего за годы войны (с 1939 по 1945 годы) в Швеции построено около 1112 единиц бронетехники, не считая некоторых, разработанных во время войны, но принятых на вооружение сразу после неё. Производили их предприятия: Landsverk AB, Scania-Vabis, Volvo.

## Объемы выпуска

### Малый танк
|           | 1940 | 1941 | 1942 | 1943 | 1944 | Всего |
| --------- | ---- | ---- | ---- | ---- | ---- | ----- |
| Strv m/37 | -    | -    | -    | -    | -    | 48    |
| Всего     |      |      |      |      |      | 48    |

### Легкая бронетехника
|                  | 1940 | 1941 | 1942 | 1943 | 1944 | Всего |
| ---------------- | ---- | ---- | ---- | ---- | ---- | ----- |
| m/38, m/39, m/40 | -    | -    | -    | -    | -    | 216   |
| Strv m/41        | -    | -    | -    | -    | -    | 220   |
| Sav m/43         | -    | -    | -    | -    | -    | 36    |
| Всего            |      |      |      |      |      | 472   |

Танк Strv m/41 был создан в Чехословакии и представлял из себя лицензионный вариант танка LT vz.38 производимый в Швеции.

### Средний танк
|           | 1940 | 1941 | 1942 | 1943 | 1944 | Всего |
| --------- | ---- | ---- | ---- | ---- | ---- | ----- |
| Strv m/42 | -    | -    | -    | -    | -    | 282   |
| Всего     |      |      |      |      |      | 282   |

### Бронеавтомобиль
|           | 1940 | 1941 | 1942 | 1943 | 1944 | Всего |
| --------- | ---- | ---- | ---- | ---- | ---- | ----- |
| Pbil m/39 | -    | -    | -    | -    | -    | 48    |
| Всего     |      |      |      |      |      | 48    |

Бронеавтомобиль Pbil m/39 первоначально создавался для экспорта, но с началом войны был срочно принят на вооружение.

### Бронетранспортёр
|               | 1940 | 1941 | 1942 | 1943 | 1944 | Всего |
| ------------- | ---- | ---- | ---- | ---- | ---- | ----- |
| Tgbil m/42 KP | -    | -    | -    | -    | -    | 262   |
| Всего         |      |      |      |      |      | 262   |